# Stygnicranaus concolor
Stygnicranaus concolor is een hooiwagen uit de familie Cranaidae.